# アントワーヌ＝フランソワ・カレ
アントワーヌ＝フランソワ・カレ（Antoine-François Callet、1741年3月22日 - 1823年10月2日、パリ）は、一般にアントワーヌ・カレとして知られるフランスの肖像画や寓意作品の画家。

## 略歴
パリで生まれた。1764年に、神話を題材にした作品でローマ賞を受賞した。1779年にダルトワ公爵の肖像画を入会作品として提出し、芸術アカデミーの会員になった。1783年からパリのサロンに出展した。
リュクサンブール宮殿の天井画を描く画家に選ばれ、フランス革命前の最後の国王、ルイ16世の肖像画家に選ばれ、ルイ16世やランバル公妃マリー・ルイーズなどの肖像画を残した。
革命後も統領政府や帝政の時代の政府から依頼を受けて作品を描いた。作品の中には、1801年に描いて、現在ヴェルサイユ宮殿にある「ブリュメール（霧月）18日-救われたフランス」というタイトルの寓意画や1805年に描いたアウステルリッツの戦いの勝利の寓意画がある。
妻は、マリ・ジャンヌ・ド・カレーである。子供は、2人いる。

## 作品

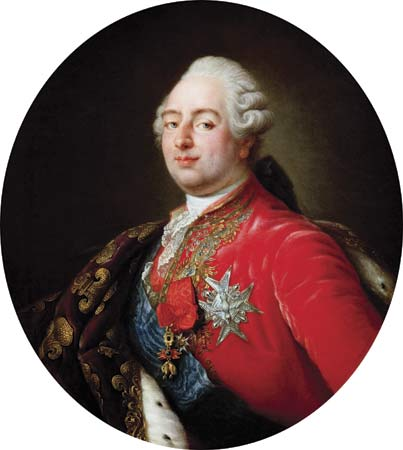
ルイ16世の肖像、1786年、カルナヴァレ美術館
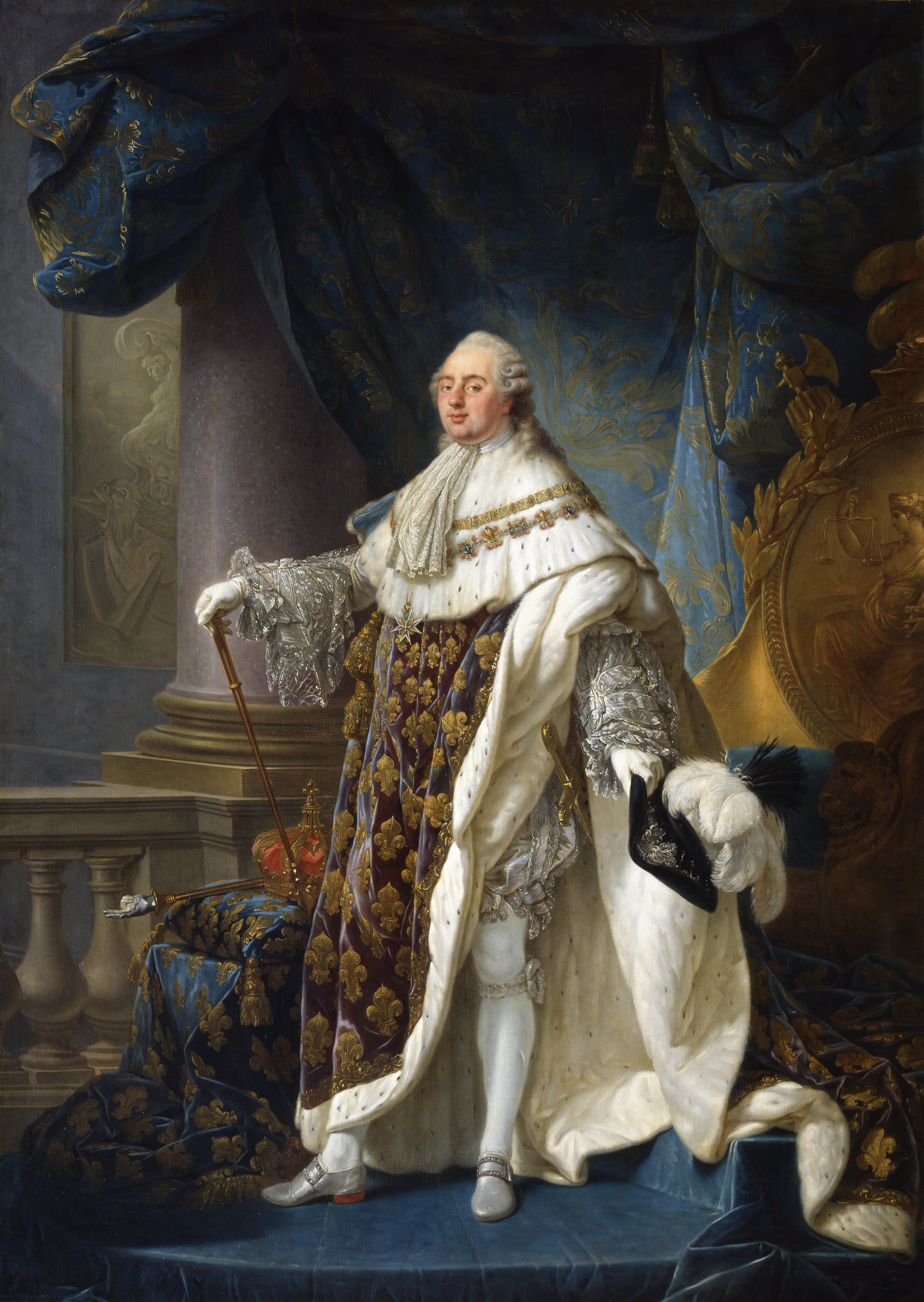
ルイ16世の肖像、1779年。
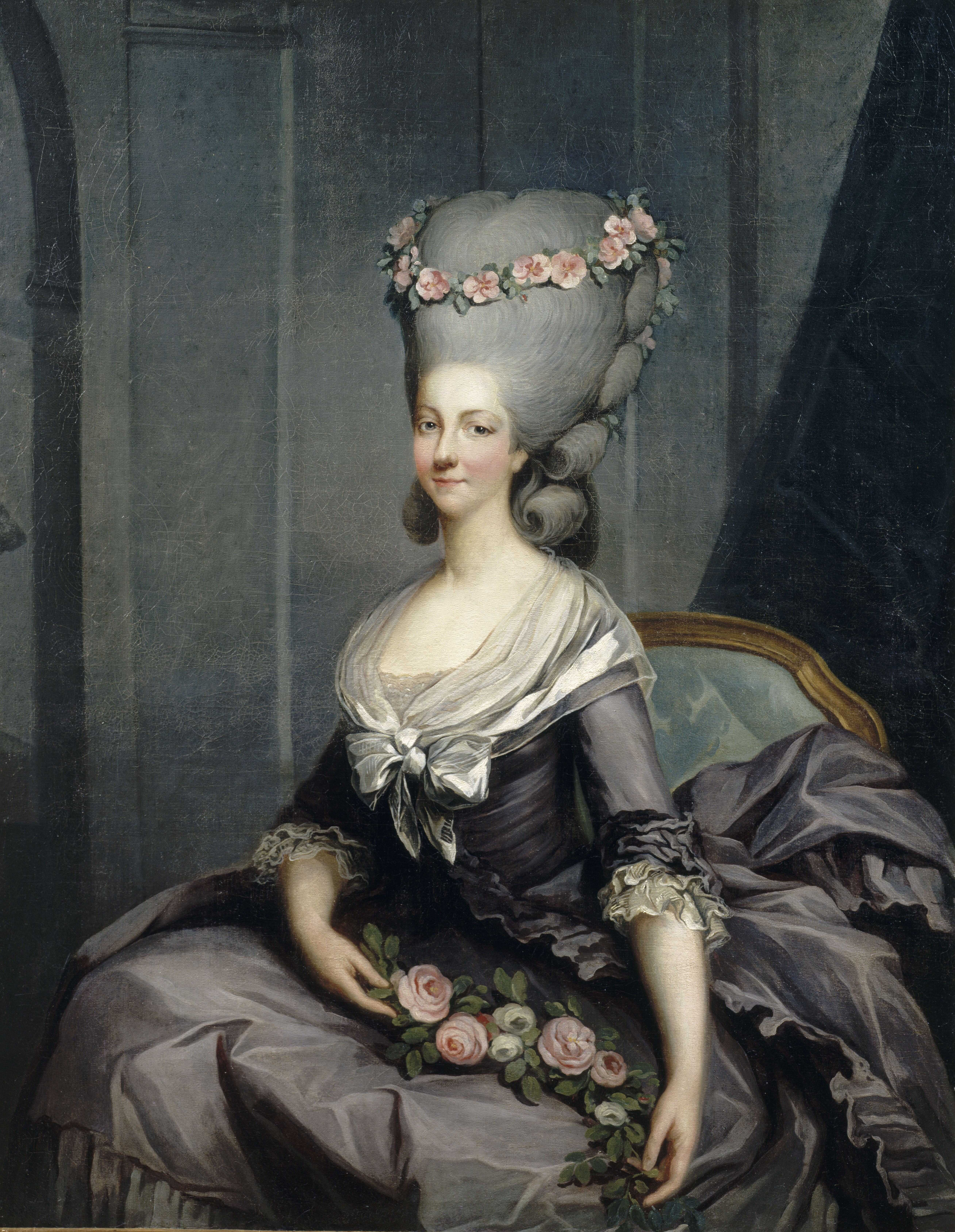
ランバル公妃マリー・ルイーズ、ヴェルサイユ宮殿
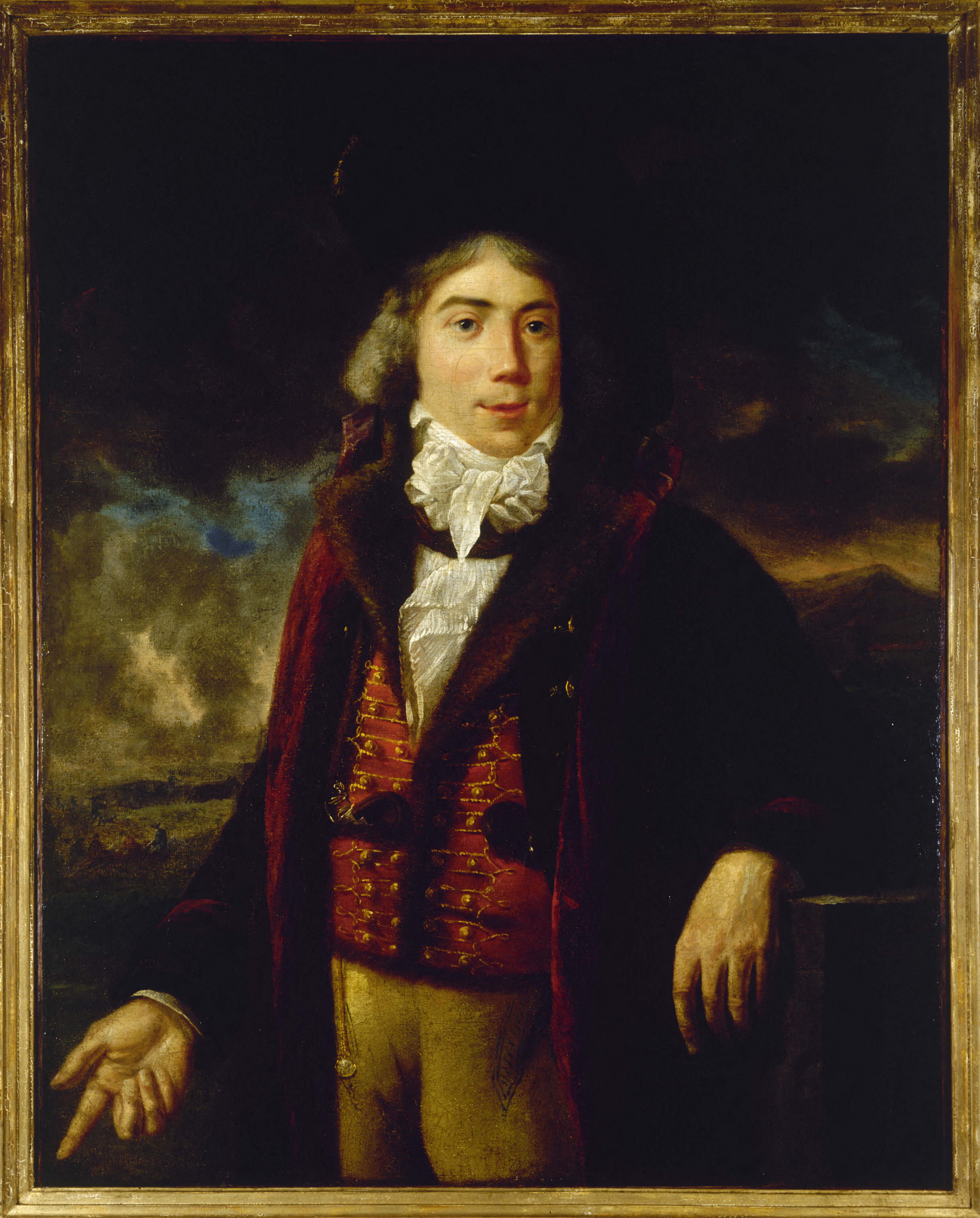
René-Nicolas Dufriche Desgenettes、エジプト遠征時の陸軍軍医